# Shiba-Inu
Shiba, uváděno též jako shiba-inu (japonsky 柴犬, šiba-inu nebo šiba-ken), je japonské psí plemeno, nejmenší a pravděpodobně i nejstarší ze šesti místních psů typu špic. Jedná se o plemeno uznané Mezinárodní kynologickou federací (FCI), která jej řadí do páté skupiny. Tito psi, podobně jako basenžijové, prakticky vůbec neštěkají a hodí se spíše pro zkušené chovatele, kteří již mají zkušenosti s chovem psů a jejich výcvikem.

## Historie

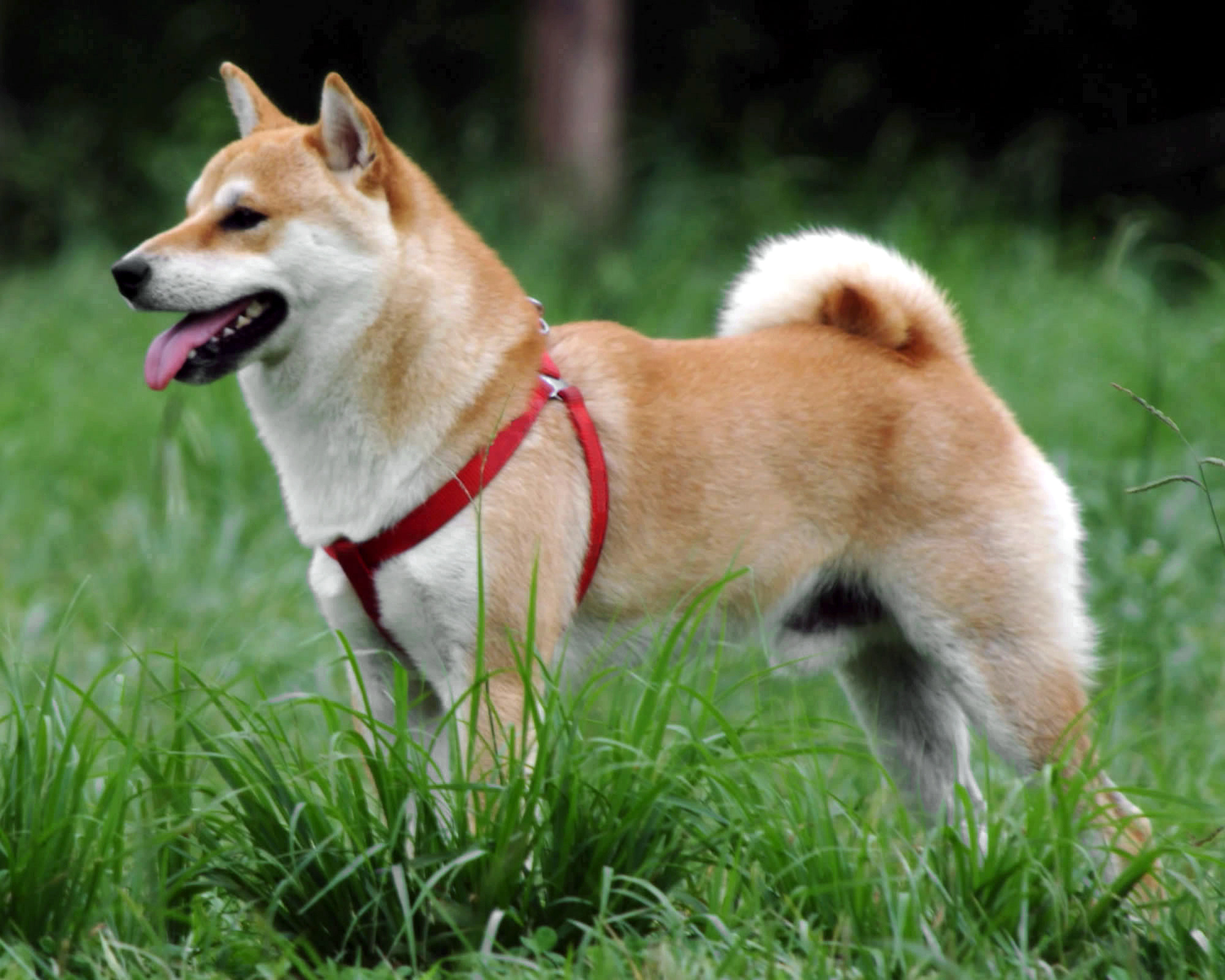
Dospělý pes

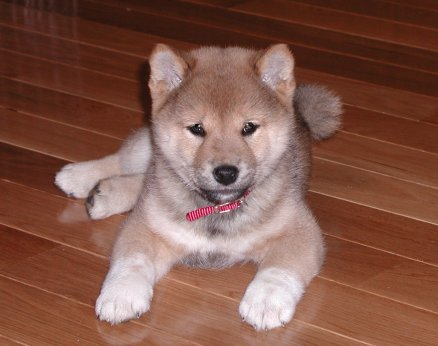
Hnědé štěně shiby

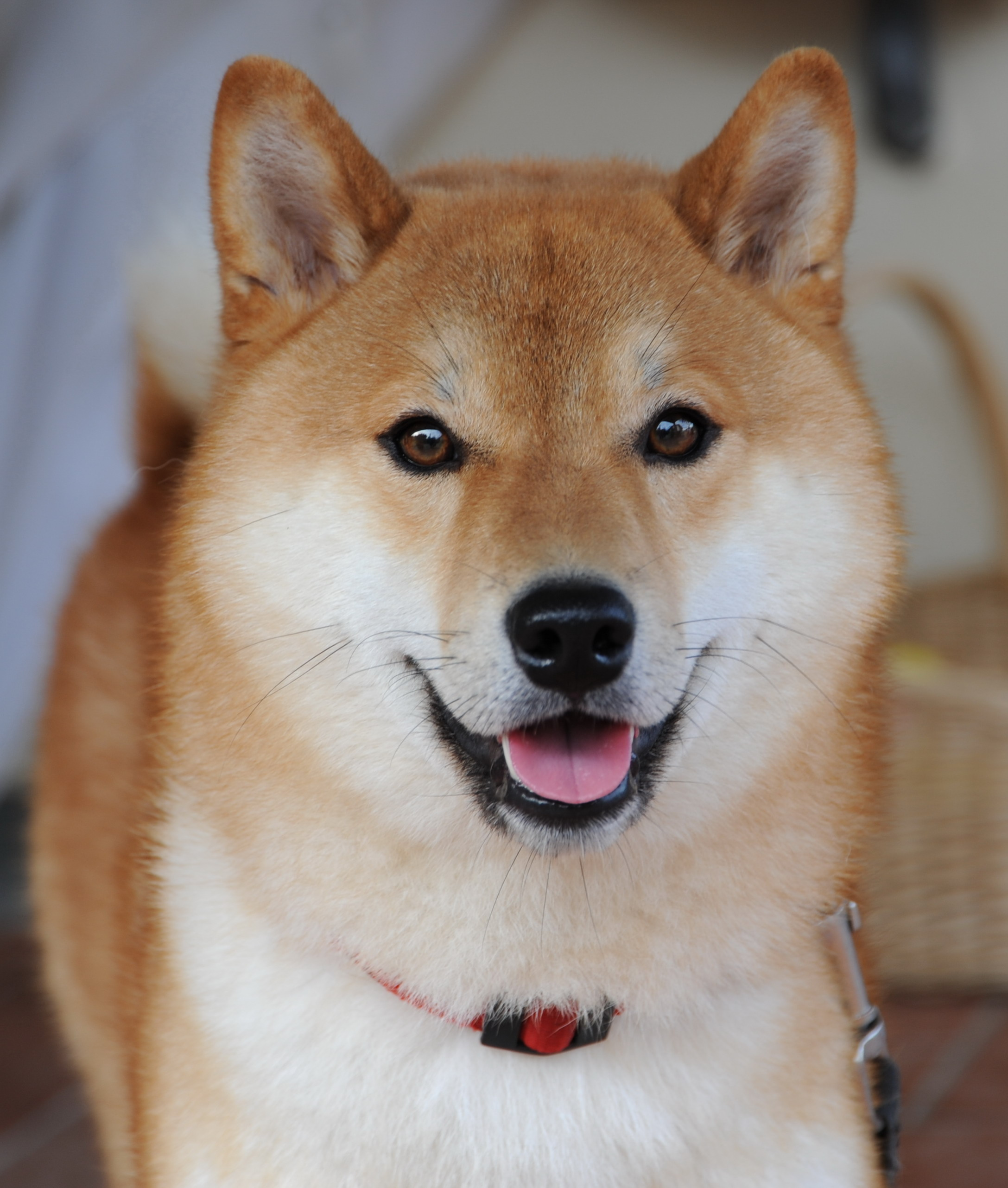
Obličej psa se správnými znaky uradžiro

Prapředci dnešních shib přišli s lidmi do Japonska v době asi 7 až 8 000 př. n. l., pravděpodobně z Číny. Jednalo se o psy menšího vzrůstu, výškou mezi 37 až 50 cm, s netypickou stavbou lebky, která se značně lišila od evropských psů. Ve 3. století př. n. l. se na japonské ostrovy dostali noví lidé s vlastními psy a kříženci původních a nových psů dali vzniknout prvním psům se špičatýma ušima a stočeným ocasem. Ti se většinou používali jako lovečtí psi, kteří díky svému nízkému vzrůstu snadno pronikli i do křovisek a jiných těžko přístupných druhů terénu.
Japonsko bylo po dlouhou dobu téměř úplně izolované před okolním světem a krom několika cestovatelů se tam nikdo nepodíval, což způsobilo, že se psi vyvíjeli zcela samostatně a bez příměsi cizí krve. To skončilo, když císař Meidži otevřel své země pro zbytek světa. Do Japonska se začali dovážet i evropští a američtí psi a docházelo ke křížení, které způsobilo téměř vyhubení původních japonských špiců. Nebylo to ale jen kříženi, co ničilo populace shib: s otevřením hranic se na ostrově začaly objevovat i četné epidemie psinky.
Vyhynutí ale nehrozilo pouze shibám, ale i zbytku japonských špiců, které se rozhodl blíže studovat etnolog Hiroyoši Saito. Ten procestoval Japonsko a popisoval zdejší psy, které i pojmenoval: podobné psy z prefektury Akita pojmenoval Akita Inu, Hokkaidské psy zase Hokkaido-Ken. Roku 1928 Saito založil Klub pro záchranu japonských přírodních plemen psů. Snahy chovatelů nakonec vyústily v sepsání standardu roku 1934 a vyhlášení plemene za národní poklad. Po druhé světové válce opět přišel celkový úpadek psů v Japonsku. Některá plemena, například Akita Inu, musela být křížena s evropskými špici, aby plemeno mohlo dále existovat, což ale u shib nebylo potřeba a tak se populace postupně zotavovala. Roku 1964 pak bylo plemeno uznáno FCI a o pět let později se první jedinec objevil v Evropě: stalo se tak na výstavě v Dánsku, kde byl vystaven. Roku 1992 pak plemeno uznal i American Kennel Club (AKC).
V Česku plemeno zastřešují dva kluby: Klub chovatelů málopočetných plemen psů (KCHMPP) a Shiba klub ČR. První jedinec, fenka, byl do České republiky dovezen roku 1989 z Nizozemska. Toto štěně ale bylo již z domovské země nakažené parvavirózou a do týdne pošlo. Ještě toho roku ale byly dovezeny dvě další feny: jedna ze stejného chovu z Nizozemska, druhá ze Švédska. Následoval i první pes, import z USA, otec prvního českého vrhu.

## Vzhled
Shiba-Inu je malý pes harmonických proporcí a s dobrým osvalením po celém těle a s téměř čtvercovým formátem (poměr délky těla ke kohoutkové výšce je 11:10). Pohyb by měl být rychlý a volný. Má srst s podsadou, která by měla být měkká a hustá, zatímco krycí chlupy bývají tvrdé a rovné. Osrstění na ocase je delší, než na zbytku těla. Existuje více barevných variací, například sezamová (černé, červené a bílé chlupy), černá sezamová (více černých než bílých chlupů) a červená sezamová (červená smíšený s černými chlupy). U všech barevných variací je nutné, aby pes měl tzv. uradžiro (také urajiro), což jsou bílé znaky na zadní a vnitřní straně nohou, na lících a na hrudi. Výška dospělého psa by měla být 39,5 cm, u feny 36,5 cm (tolerance ± 1,5 cm).
Lebka dospělého psa má široké čelo a dobře patrný stop. Uši jsou malé, trojúhelníkovitého tvaru, natočené vpřed a vztyčené, oči úměrně velké k hlavě, tmavě hnědé a s mírně zvednutými vnějšími koutky. Nosní houba by měla mít černou pigmentaci a dobře otevřené nozdry. Silné zuby s nůžkovitým skusem jsou dobře schované pod přiléhavými pysky. Krk je silný, objemný, dlouhý úměrně ke zbytku těla. Harmonicky se napojuje na hřbet, který by měl být silný, s přiměřeně klenutými žebry a širokými a svalnatými bedry. Ocas vysoko nasazený, nošený nad hřbetem zatočený. Nohy jsou dobře osvalené, zakončené kulatými tlapkami s dobře sevřenými prsty a tmavými drápy.
Za chyby se pokládá, pokud je pes příliš bázlivý, má předkus nebo podkus, chybí více zubů nebo má nekvalitní zbarvení. Důležité též je, aby feny měly skutečně tělesnou stavbu jako feny a naopak u psů aby konstrukce vyhovovala psům. Vylučující vada je agresivita, nevztyčené uši, svěšený nebo krátký ocas a jakákoliv výrazná odchylka od standardu.
Může dojít k záměně s akitou inu, ačkoliv toto plemeno je výrazně větší, nebo s finským špicem a kai-inu.

## Povaha
Shiba-Inu je samostatný, zvědavý a vnímavý pes, známý svojí čistotností již od nízkého věku, Povaha se u jedinců může velmi lišit, proto je dobré při výběru štěněte seznámit se i s povahou rodičů. Agresivita vůči jiným psům, spojená především se silným teritoriálním a majetnickým chováním, bývá častá a je proto nutná důkladná socializace ve štěněcím věku. Ta by měla zahrnovat setkávání s jinými lidmi, zvířaty, psy, ale také dopravními prostředky a jinými věcmi, se kterými se pes bude v životě setkávat. Vůči svému majiteli jsou loajální a milující, ale zároveň jsou to i tvrdohlaví psi, kteří při zadání povelu ne vždy poslechnou, ačkoliv dobře chápou, co po nich psovod chce. Pro netypickou povahu se těmto psům někdy říká i „psí individualisté“. Protože jsou tito psi poměrně samostatní a nezávislí, není u nich útěkářství žádnou výjimkou. Jde o neúnavného společníka i na procházky a dobře se přizpůsobí aktivnímu stylu života. S dětmi vychází dobře, ale ty by měly být poučeny o tom, jak se psem zacházet, protože shiby jsou poměrně citlivé a ublížení si dobře pamatují. Ačkoliv neštěkají, spíše vydávají zvuk podobný vytí, jsou to dobří hlídači, kteří jsou schopni svého majitele a jeho majetek tvrdě bránit. Vůči cizím jsou ostražití, ale ne agresivní nebo bázliví. Nehodí se pro chov ve smečkách a s jinými zvířaty je nutné seznámit je již v nízkém věku.
V Japonsku se pro popis povahy zdejších špiců používají tři označení: kan-I, značící odvážnost a nebojácnost; rjosei, tedy dobrá klidnější povaha, a soboku, což znamená: přirozenost a živost.

## Péče

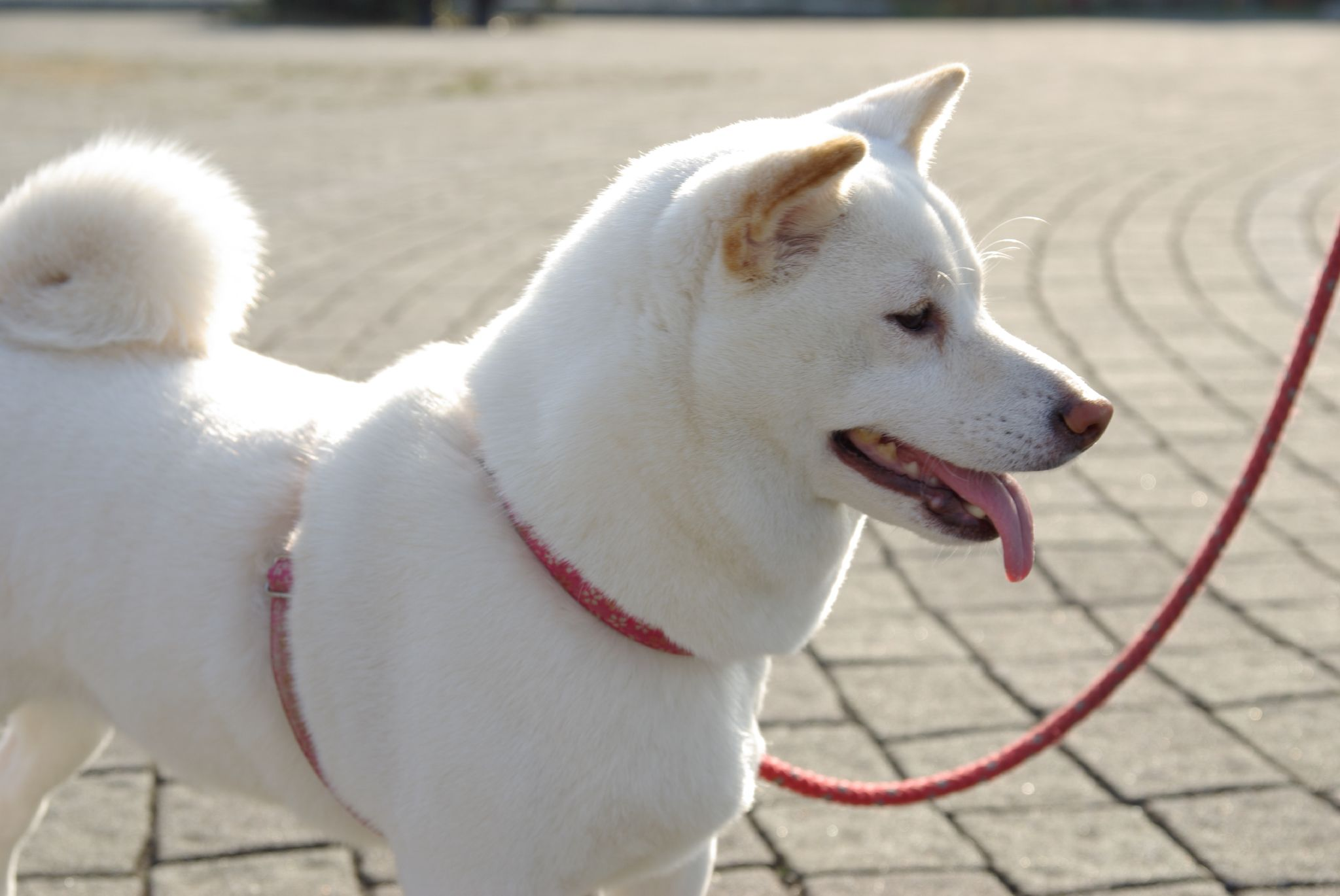
Dospělá shiba v nestandardním bílém zbarvení

Shiba-Inu není na péči nijak výjimečně náročný pes, vyžaduje ale pohyb, například ve formě procházek. Tito psi nemají přirozený instinkt držet se u majitele, jaký mají například retrívři, ale naopak se při pohybu na volno nebojí vzdálit. Psovod tedy musí počítat s tím, že volný pohyb může skončit jejich útěkem. Mají dobře vyvinutý lovecký instinkt, který jim velí pronásledovat možnou kořist a loví myši nebo krtky. Velká záliba v hrabání může být též nepříjemná pro majitele se zahradou. Pokud má být pes na zahradě sám, měl by tam mít i možnost k úkrytu, tedy krytý výběh, ve kterém by bylo možné psa i zavřít, pokud by to bylo nutné. Nutností je i vysoký plot: shiby jsou vynalézavé, pokud jde o útěkářství, a nedělá jim problém plot přeskočit nebo podhrabat. Mnoha problémům se dá vyhnout i tím, že pes bude během dne dostatečně zaměstnaný a pak i unavený. Vhodný majitel pro tohoto psa by měl být neústupný, sebejistý a také trpělivý – výcvik shib není vždy snadný a vyžaduje delší čas a procvičování. Důležitá je i výchova, která by měla začít již s příchodem k novému majiteli.
Srst těchto psů je s podsadou, což znamená, že líná 2x ročně. Během tohoto období je nutné srsti věnovat zvýšenou pozornost v podobně každodenního vyčesávání. Mimo toto období stačí týdně srst vyčesat kartáčem.
Obecně se jedná o zdravé plemeno, netrpící na dědičné choroby. Díky tomu se dožívá poměrně vysokého věku. Nicméně mezi často se objevující zdravotní potíže patří například chudozubost nebo luxace pately.

## Zdraví
Průměrná délka života: 12 – 15 let.
Shiba-inu patří mezi všeobecně zdravá psí plemena a dožívá se většinou vysokého věku. Přesto se u tohoto plemene, stejně jako u ostatních, mohou některé choroby vyskytnout častěji než ostatní. Patří k nim dysplazie kyčelního kloubu, luxace patelly, různé druhy alergií (potravinové, kožní ad.), snížená funkce štítné žlázy, oční choroby (progresivní retinální atrofie, glaukom), epilepsie, nádorová onemocnění. U tohoto plemene byla též zaznamenána jedna ze stereotypních poruch v podobě chorobného pronásledování vlastního ocasu. To se může majiteli psa zprvu zdát jako komické, je ovšem třeba zřetelně odlišovat zřídkakdy se vyskytující chování pramenící z nudy od chování, za kterým mohou stát závažnější zdravotní obtíže, jež vyžadují odborně zacílenou farmakologickou léčbu.